# Kunimitsu Sekiguchi
Kunimitsu Sekiguchi (jap. 関口 訓充 Sekiguchi Kunimitsu; ur. 16 grudnia 1985) – japoński piłkarz, reprezentant kraju. Obecnie występuje w Cerezo Osaka.

## Kariera klubowa
Od 2004 do 2014 roku występował w klubach Vegalta Sendai i Urawa Reds. Od 2015 roku gra w zespole Cerezo Osaka.

## Kariera reprezentacyjna
W reprezentacji Japonii zadebiutował w 2010. W reprezentacji Japonii występował w latach 2010-2011. W sumie w reprezentacji wystąpił w 3 spotkaniach.

## Statystyki
| Reprezentacja Japonii | Reprezentacja Japonii | Reprezentacja Japonii |
| Rok                   | Mecze                 | Gole                  |
| --------------------- | --------------------- | --------------------- |
| 2010                  | 1                     | 0                     |
| 2011                  | 2                     | 0                     |
| Razem                 | 3                     | 0                     |